# Kainji-Nationalpark
Der Kainji-Nationalpark (Kainji National Park) ist ein Nationalpark im Westen Nigerias am Ufer des Niger. Die Gebiete des Parks liegen auf einer Höhe von 120 bis 340 m. Der Jahresniederschlag beträgt 1000 mm.

## Geschichte
Das Gebiet des heutigen Nationalparks lag in dem von den Briten kolonialisierten Protektorat Nordnigeria. In den 1900er Jahren wurde das Gebiet des Kainji-Nationalparks zum ersten Mal von ihnen als „Waldreservat“ ausgewiesen. Nach einer Erhebung des Wildtierbestandes in Westafrika 1932, empfahl Colonel A. H. Haywood die Einrichtung eines Wildtierreservates unter anderem in Borgu und auf dem Gebiet des heutigen Old-Oyo-Nationalparks. 1963 wurde das Borgu Game Reserve mit einer Fläche von 245 km² als zweites Wildtierreservat Nigerias ausgewiesen, sechs Jahre nachdem das erste Reservat, das Yankari Game Reserve geschaffen worden war. Die Gründung des Zugurma Game Reserve folgte 1971 und beide Teile erhielten 1976 den Status eines Nationalparks. Die Feuchtgebiete rund um die im Stausee liegenden Foge Islands fallen unter die Ramsar-Konvention.

## Geographie
Der Kainji-Nationalpark besteht aus zwei Teilen, dem Borgu Game Reserve mit einer Fläche von 3929 km² im Westen, nur zehn Kilometer von der Grenze zu Benin entfernt, und dem Zugurma Game Reserve mit 1370 km² im Osten. Dazwischen liegt der Kainji-Stausee, der teilweise vor der Fischerei geschützt ist.

## Vegetation
Im Borgu Game Reserve, dem größeren Teil, herrschen Trockensavanne, hohe Gräser und Wälder vor. Durch diese Landschaft fließt der ganzjährig Wasser führende Fluss Oli, der dann in den Niger mündet. Das Zugurma Game Reserve östlich des Sees ist dagegen von tropischem Regenwald bedeckt.

## Fauna
Im Kainji-Nationalpark wurden bisher 63 Säugetier-, 241 Vogel- und 28 Reptil- und Amphibienarten gezählt. Zu den Säugetieren gehören Löwen, Flusspferde, Kob, Paviane, Rotflankenducker, Buschböcke, Riedböcke, Kronenducker, Pferde-, Westafrika-Kuh- und Leierantilopen, Bleichböckchen, Afrikanische Büffel, Warzenschweine, Leoparden, Karakale, Hyänen und  Stacheligel. Früher lebten auf dem Gebiet des Nationalparks auch Afrikanische Elefanten. Die Herden wanderten allerdings Richtung Benin ab. Als Ursache werden die Kampfflugzeuge vermutet, die nahe der Stadt Wawa starteten.